# Football Club Lorient-Bretagne Sud
Il Football Club Lorient-Bretagne Sud (AFI: /lɔʁjɑ̃ bʁətaɲ syd/, in bretone Klub Football an Oriant-Kreisteiz Breizh), noto come Lorient, è una società calcistica francese con sede nella città di Lorient, nella parte meridionale della Bretagna, il Morbihan, militante in Ligue 1.
Fondato nel 1926 come Football Club Lorientais, negli anni 1970, il club, da sempre dilettante, tentò di diventare un club professionistico, senza riuscire a salire in prima divisione, fino a quando una dichiarazione di fallimento mise fine alle ambizioni del club. Rifondato, dopo una scalata partita dalla terza divisione francese, ha esordito in Ligue 1 nella stagione 1998-1999. In questi anni il club ha raggiunto i massimi obiettivi della sua storia con la vittoria di una Coppa di Francia, nel 2001-2002, e di un'edizione dello Championnat National, nel 1994-1995. A livello regionale ha invece vinto per cinque volte la Division d'Honneur e per sei volte la Coppa di Bretagna.
La squadra gioca le proprie partite interne allo Stadio Yves Allainmat, noto come Stadio del Moustoir, dal nome del quartiere di Lorient in cui sorge. Vive una rivalità con il Rennes, altra compagine bretone.

## Storia
Il Football Club Lorient-Bretagne Sud nacque il 2 aprile 1926, erede del La Marée Sportive, sodalizio fondato un anno prima dalla signora Cuissard, negoziante originaria di Saint-Étienne, e dal figlio Joseph. Guidata dal tecnico cecoslovacco Jozef Loquay, la squadra iniziò a competere nelle categorie dilettantistiche e vinse il Championnat de l'Ouest nel 1929, salendo nella Division d'Honneur bretone. Nel 1932 vinse il campionato e quattro anni dopo si ripeté. Lo scoppio della seconda guerra mondiale fermò l'ascesa del club e causò la partenza di vari giocatori-chiave, che si arruolarono o andarono a giocare all'estero.
Dopo la guerra, Antoine Cuissard, nipote della signora Cuissard, si unì alla squadra nelle vesti di giocatore con l'obiettivo di proseguire nel solco dell'operato della nonna. Il Lorient si iscrisse alla Division d'Honneur e Cuissard divenne uno dei primi calciatori del Lorient a militare nella nazionale francese, prendendo parte alle qualificazioni al campionato del mondo 1954. Nel 1948, intanto, il Lorient era salito nello Championnat de France Amateur (CFA), dove trascorse due anni prima di retrocedere nuovamente nella Division d'Honneur. Nel 1957 tornò nel CFA, ma faticò a mantenere la categoria, avendo limitata disponibilità finanziaria. Per questo motivo cercò il sostegno di alcuni sponsor per cercare di passare al professionismo. Nel 1967, sotto la guida dei presidenti Jean Tomine e René Fougère, fece richiesta di divenire club professionistico e fu ammesso alla Division 2 dalla federcalcio francese. Il nuovo presidente Henri Ducassou promise che si sarebbe adoperato per trasformare il Lorient in un club professionistico.
All'inizio degli anni '70 il Lorient faticò a mantenere il posto nella seconda divisione, ma nel 1975 e nel 1976 sfiorò la promozione in Division 1, terminando in ambo le occasioni terzo nel proprio girone, piazzamento non sufficiente per accedere ai play-off. Pur essendosi qualificata per i quarti di finale della Coppa di Francia, nel 1977 la squadra retrocesse in Division 3. Seguirono una serie di problemi economici, che portarono al fallimento nel 1978.
Nel periodo successivo al fallimento, i tifosi tennero vivo il nome della squadra creando il Club des Supporters du FC Lorient, che militò nella Division Supérieure Régionale (sesto livello del campionato francese). Nei primi anni '80 assunse la presidenza del club Georges Guenoum, che volle Christian Gourcuff, ex calciatore del Lorient, nelle vesti di allenatore. Nel 1983 il Lorient ottenne subito la promozione in Division 4 vincendo la Division d'Honneur bretone e l'anno dopo conseguì un'altra promozione, in Division 4. Nel 1985, vincendo il campionato di Division 3, fu promosso in Division 2 otto anni dopo l'ultima militanza in quella categoria. Gourcuff lasciò la squadra al termine dell'annata seguente, chiusa con la retrocessione a causa della differenza reti sfavorevole. I cinque anni seguenti furono trascorsi dal Lorient in Division 3 sotto la guida di due allenatori diversi.
Nel 1990 il club fallì nuovamente, ma le fu concesso di rimanere in Division 3. Nel 1991 Gourcuff tornò ad allenare la squadra, e, dopo un decennio di militanza in terza serie, la traghettò alla promozione in Division 2 dopo aver vinto lo Championnat National per la seconda volta nella storia del Lorient. Due furono le stagioni trascorse nella seconda serie prima di una promozione sorprendente in Ligue 1, ottenuta al termine dell'annata 1997-1998, grazie al secondo posto finale in classifica dietro al Nancy.
All'esordio nella massima serie nazionale, il Lorient non fu in grado di evitare la retrocessione, chiudendo al sedicesimo posto, a pari punti con Le Havre, ma con una peggiore differenza reti rispetto ai rivali. Dopo due altre stagioni in Division 2, il Lorient tornò in massima serie al termine della stagione 2000-2001. Nell'aprile 2001, l'avvento in seno alla società di Alain Le Roch aveva causato la partenza di Gourcuff per dissidi interni. Con Gourcuff se ne andò anche Ulrich Le Pen, uno dei migliori calciatori del Lorient.
Al posto di Gourcuff fu ingaggiato l'allenatore argentino Ángel Marcos, che rimase in carica solo per alcuni mesi. La campagna di rafforzamento del Lorient previde gli acquisti di Pascal Delhommeau, Moussa Saïb, Johan Cavalli e Pape Malick Diop. Guidati all'allenatore Yvon Pouliquen, i nuovi arrivati si unirono a Jean-Claude Darcheville, Arnaud Le Lan e Seydou Keita, componendo un organico valido, che riuscì a raggiungere la finale della Coppa di Lega, dove il Lorient fu sconfitto dal Bordeaux. La rivincita avvenne aggiudicandosi la Coppa di Francia, ottenuta battendo per 1-0 in finale il Bastia due mesi dopo (gol di Darcheville). Per la squadra bretone il primo alloro fu, tuttavia, amaro, dato che qualche settimana dopo il club retrocesse in Division 2.
Passato nuovamente nelle mani di Christian Gourcuff nel 2003, nel 2006 il Lorient tornò in massima serie con una squadra composta da calciatori cresciuti nel vivaio del club bretone: André-Pierre Gignac, Virgile Reset, Jérémy Morel e Diego Yesso, che si aggiunsero al nazionale maliano Bakari Koné. Dal 2006-2007 al 2008-2009 la squadra ottenne tre piazzamenti a metà classifica in massima serie. Nell'ottobre 2009 si issò al quinto posto in Ligue 1, in una stagione chiusa al settimo posto, miglior piazzamento nella storia del club. Nel 2014 si chiuse la pluridecennale gestione di Gourcuff, mentre nel 2016-2017 la squadra retrocesse in Ligue 2 dopo undici anni perdendo lo spareggio contro il Troyes.
A conclusione della stagione 2019-2020, terminata anticipatamente stante la sospensione per via della pandemia di COVID-19 del 2020 in Francia, la squadra è stata promossa in massima serie per decisione della federazione, trovandosi al primo posto in Ligue 2 al momento dell'interruzione del campionato.

## Palmarès

### Competizioni nazionali
- Coppa di Francia: 1

2001-2002
- Ligue 2: 2

2019-2020, 2024-2025
- Championnat National: 1

1994-1995

### Competizioni giovanili
- Championnat National U17: 1

2014-2015

## Statistiche e record

### Partecipazione ai campionati e ai tornei internazionali

#### Campionati nazionali
Dalla stagione 1945-1946 alla 2025-2026 il club ha ottenuto le seguenti partecipazioni ai campionati nazionali:
| Livello | Categoria                       | Partecipazioni | Debutto   | Ultima stagione | Totale |
| ------- | ------------------------------- | -------------- | --------- | --------------- | ------ |
| 1º      | Division 1 / Ligue 1            | 16             | 1998-1999 | 2025-2026       | 58     |
| 2º      | Division 2 / Ligue 2            | 27             | 1967-1968 | 2024-2025       | 58     |
| 3º      | Division 3/Championnat National | 2              | 1978-1978 | 1994-1995       | 58     |
| 4º      | Division 4                      | 5              | 1978-1979 | 1983-1984       | 58     |
| 5º      | Division d'Honneur              | 6              | 1979-1980 | 1982-1983       | 58     |
| 6º      | Division Régional               | 2              | 1981-1982 | 1981-1982       | 58     |

#### Tornei internazionali
Alla stagione 2022-2023 il club ha ottenuto le seguenti partecipazioni ai tornei internazionali:
| Categoria                     | Partecipazioni | Debutto   | Ultima stagione |
| ----------------------------- | -------------- | --------- | --------------- |
| Coppa UEFA/UEFA Europa League | 1              | 2002-2003 | 2002-2003       |

## Calciatori

### Vincitori di titoli
- Campioni d'Europa

  Raphaël Guerreiro (Francia 2016)

## Organico

### Rosa 2024-2025
Aggiornata al 25 ottobre 2024.
| N. |                           | Ruolo | Calciatore          |
| -- | ------------------------- | ----- | ------------------- |
| 1  | Francia (bandiera)        | P     | Benjamin Leroy      |
| 2  | Brasile (bandiera)        | D     | Igor Silva          |
| 3  | Tunisia (bandiera)        | D     | Montassar Talbi     |
| 5  | Francia (bandiera)        | D     | Benjamin Mendy      |
| 6  | Francia (bandiera)        | D     | Laurent Abergel     |
| 9  | Costa d'Avorio (bandiera) | A     | Mohamed Bamba       |
| 10 | Francia (bandiera)        | A     | Pablo Pagis         |
| 11 | Francia (bandiera)        | D     | Théo Le Bris        |
| 13 | Senegal (bandiera)        | D     | Formose Mendy       |
| 15 | Francia (bandiera)        | D     | Julien Laporte      |
| 17 | Francia (bandiera)        | C     | Jean-Victor Makengo |
| 21 | Madagascar (bandiera)     | C     | Julien Ponceau      |
| 22 | Francia (bandiera)        | C     | Eli Junior Kroupi   |
| 23 | Costa d'Avorio (bandiera) | C     | Stéphane Diarra     |

| N. |                         | Ruolo | Calciatore         |
| -- | ----------------------- | ----- | ------------------ |
| 24 | RD del Congo (bandiera) | D     | Gédéon Kalulu      |
| 27 | Benin (bandiera)        | A     | Tosin Aiyegun      |
| 28 | Senegal (bandiera)      | A     | Sambou Soumano     |
| 30 | Francia (bandiera)      | P     | Gaël Alette        |
| 32 | Ghana (bandiera)        | D     | Nathaniel Adjei    |
| 38 | Svizzera (bandiera)     | P     | Yvon Mvogo         |
| 44 | Camerun (bandiera)      | D     | Darlin Yongwa      |
| 60 | Francia (bandiera)      | D     | Enzo Genton        |
| 62 | Camerun (bandiera)      | C     | Arthur Avom        |
| 66 | Nigeria (bandiera)      | D     | Isaac James        |
| 69 | Francia (bandiera)      | D     | Isaak Touré        |
| 75 | Francia (bandiera)      | C     | Bandiougou Fadiga  |
| 77 | Grecia (bandiera)       | D     | Panos Katserīs     |
| 93 | Norvegia (bandiera)     | C     | Joel Mugisha Mvuka |